# James Murray-Boyles
James Murray-Boyles (* 9. Januar 1997 in Columbia, South Carolina) ist ein US-amerikanischer Basketballspieler.